# Sânandrei
Sânandrei es una comuna ubicada en el distrito de Timiș, Rumania.

## Superficie
Posee una superficie de 92,40 kilómetros cuadrados.

## Demografía
Hasta 2021 la población era de 7137 habitantes, con una densidad de población de 77,24 habitantes por kilómetro cuadrado.